# Blas Giunta
Blas Armando Giunta Rodríguez (ur. 6 września 1963 w Buenos Aires) – argentyński piłkarz, grający podczas kariery na pozycji defensywnego pomocnika, obecnie trener.

## Kariera klubowa
Blas Giunta rozpoczął karierę w stołecznym San Lorenzo de Almagro w 1983. W latach 1984–1985 był wypożyczany do Club Cipolletti i CA Platense. Pod koniec 1988 trafił do hiszpańskiego Realu Murcia. W hiszpańskiej ekstraklasie zadebiutował 1 stycznia 1989 w przegranym 0–3 meczu z Sevillą. Nie był to udany debiut, gdyż Giunta w 77 min. został ukarany czerwoną kartką. Ostatni raz w barwach Murcii wystąpił 17 czerwca 1989 przegranym 0–3 meczu z Atlético Madryt. Podobnie jak w debiucie wyleciał z boiska w 74 min.. W lidze hiszpańskiej rozegrał 13 meczów. Real Murcia nie zdołał się utrzymać w ekstraklasie a Giunta powrócił do Argentyny, gdzie został zawodnikiem Boca Juniors.
Z Boca zdobył mistrzostwo Argentyny Apertura 1992, Supercopa Sudamericana w 1989, Recopa Sudamericana w 1990, Copa Master de Supercopa w 1992 oraz Copa de Oro Sudamericana w 1993. W lipcu 1993 Giunta przeszedł do meksykańskiego Deportivo Toluca. W lidze meksykańskiej zadebiutował 15 sierpnia 1993 w przegranym 2–3 meczu z Cruz Azul. 9 kwietnia 1995 w przegranym 1–2 meczu z Chivas de Guadalajara po raz ostatni wystąpił w lidze.
Ogółem w lidze meksykańskiej Giunta rozegrał 61 meczów. Po powrocie do Argentyny po raz drugi został zawodnikiem Boca Juniors. W Boca pożegnał się z ligą argentyńską, w której w latach 1983–1997 rozegrał 249 meczów, w których strzelił 14 bramki. W 1997 powrócił do Hiszpanii, gdzie został zawodnikiem drugoligowego CD Ourense. Ourense rozegrał tylko jeden mecz - 18 października 1997 w zremisowanym 0–0 meczu z Rayo Vallecano. Piłkarską karierę Giunta zakończył w trzecioligowym Defensores de Belgrano Buenos Aires w 1999.
| Sezon   | Klub                                | Kraj      | Rozgrywki               | Mecze | Bramki |
| ------- | ----------------------------------- | --------- | ----------------------- | ----- | ------ |
| 1983    | San Lorenzo de Almagro              | Argentyna | Primera División        | 3     | 0      |
| 1984    | San Lorenzo de Almagro              | Argentyna | Primera División        | 13    | 1      |
| 1984    | Club Cipolletti                     | Argentyna | Primera B Nacional      | ?     | ?      |
| 1985    | CA Platense                         | Argentyna | Primera División        | 4     | 0      |
| 1985/86 | CA Platense                         | Argentyna | Primera División        | 23    | 1      |
| 1985/86 | San Lorenzo de Almagro              | Argentyna | Primera División        | 12    | 1      |
| 1986/87 | San Lorenzo de Almagro              | Argentyna | Primera División        | 31    | 2      |
| 1987/88 | San Lorenzo de Almagro              | Argentyna | Primera División        | 36    | 2      |
| 1988/89 | San Lorenzo de Almagro              | Argentyna | Primera División        | 3     | 0      |
| 1988/89 | Real Murcia                         | Hiszpania | Primera División        | 13    | 0      |
| 1989/90 | Boca Juniors                        | Argentyna | Primera División        | 35    | 5      |
| 1990/91 | Boca Juniors                        | Argentyna | Primera División        | 29    | 0      |
| 1991/92 | Boca Juniors                        | Argentyna | Primera División        | 34    | 3      |
| 1992/93 | Boca Juniors                        | Argentyna | Primera División        | 32    | 0      |
| 1993/94 | Deportivo Toluca                    | Meksyk    | Primera División        | 36    | 0      |
| 1994/95 | Deportivo Toluca                    | Meksyk    | Primera División        | 25    | 0      |
| 1995/96 | Boca Juniors                        | Argentyna | Primera División        | 13    | 0      |
| 1996/97 | Boca Juniors                        | Argentyna | Primera División        | 8     | 0      |
| 1997/98 | CD Ourense                          | Hiszpania | Segunda División        | 1     | 0      |
| 1997/98 | Defensores de Belgrano Buenos Aires | Argentyna | Primera B Metropolitana | ?     | ?      |
| 1998/99 | Defensores de Belgrano Buenos Aires | Argentyna | Primera B Metropolitana | ?     | ?      |

## Kariera reprezentacyjna
W 1987 Giunta uczestniczył z reprezentacją olimpijską Igrzyska Panamerykańskich, na których Argentyna zdobyła brązowy medal. Na turnieju w Indianapolis wystąpił w czterech meczach z Salvadorem, Trynidadem i Tobago, USA i w meczu o trzecie miejsce z Meksykiem.
W reprezentacji Argentyny Giunta zadebiutował 27 marca 1991 w zremisowanym 3–3 towarzyskim meczu z Brazylią. W tym samym roku wystąpił w turnieju Copa América, który Argentyna wygrała. Na turnieju w Chile Giunta wystąpił w pięciu meczach z Paragwajem, Peru, Brazylią, Chile i Kolumbią, który był jego ostatnim meczem w reprezentacji. Ogółem w barwach albicelestes wystąpił w 6 meczach.
| Mecze i gole w reprezentacji | Mecze i gole w reprezentacji | Mecze i gole w reprezentacji | Mecze i gole w reprezentacji | Mecze i gole w reprezentacji | Mecze i gole w reprezentacji | Mecze i gole w reprezentacji |
| #                            | Data                         | Miasto                       | Przeciwnik                   | Gol                          | Wynik                        | Rozgrywki                    |
| ---------------------------- | ---------------------------- | ---------------------------- | ---------------------------- | ---------------------------- | ---------------------------- | ---------------------------- |
| 1.                           | 27.03.1991                   | Buenos Aires                 | Brazylia                     |                              | 3:3                          | towarzyski                   |
| 2.                           | 12.07.1991                   | Santiago                     | Paragwaj                     |                              | 4:1                          | Copa América                 |
| 3.                           | 14.07.1991                   | Santiago                     | Peru                         |                              | 3:2                          | Copa América                 |
| 4.                           | 17.07.1991                   | Santiago                     | Brazylia                     |                              | 3:2                          | Copa América                 |
| 5.                           | 19.07.1991                   | Santiago                     | Chile                        |                              | 0:0                          | Copa América                 |
| 6.                           | 21.07.1991                   | Santiago                     | Kolumbia                     |                              | 2:1                          | Copa América                 |

## Kariera trenerska
Zaraz po zakończeniu kariery piłkarskiej Giunta został trenerem. Od 2007 prowadzi Almirante Brown Buenos Aires. Z Almirante awansował do drugiej ligi w 2010.